# Chlidichthys cacatuoides
Chlidichthys cacatuoides, thường được gọi là cá đạm bì Cockatoo, là một loài cá biển thuộc chi Chlidichthys trong họ Cá đạm bì. Loài này được mô tả lần đầu tiên vào năm 1994.

## Phân bố và môi trường sống
C. cacatuoides phân bố ở phía tây Ấn Độ Dương, và chỉ được biết đến qua 3 mẫu vật tại ngoài khơi phía tây nam đảo Al-Sawda thuộc quần đảo Khuriya Muriya (nam Oman); ngoài ra còn tìm thấy tại Socotra. C. cacatuoides thường sống xung quanh các rạn san hô trên đáy cát, đá ở độ sâu khoảng 19 – 25 m.

## Mô tả
C. cacatuoides trưởng thành dài khoảng 4 cm. Thân và đầu của C. cacatuoides có màu nâu xám nhạt hoặc vàng cam, sậm hơn ở lưng. Sau gốc vây ngực có màu hơi hồng hoặc vàng nâu. Bụng màu lam nhạt hoặc cẩm quỳ. Vây ngực màu hồng trong suốt, vây bụng màu lam nhạt. Vây lưng và vây hậu môn có màu hơi đỏ, cam hoặc vàng nâu. Đuôi màu nâu lục nhạt hoặc phớt hồng.
Số ngạnh ở vây lưng: 2; Số vây tia mềm ở vây lưng: 23 - 24; Số ngạnh ở vây hậu môn: 3; Số vây tia mềm ở vây hậu môn: 14 - 15; Số vây tia mềm ở vây bụng: 17 - 18; Số ngạnh ở vây bụng: 1; Số vây tia mềm ở vây bụng: 4.
Thức ăn của C. cacatuoides có lẽ là rong tảo và các sinh vật phù du nhỏ.